# Johnson Hagood (General)

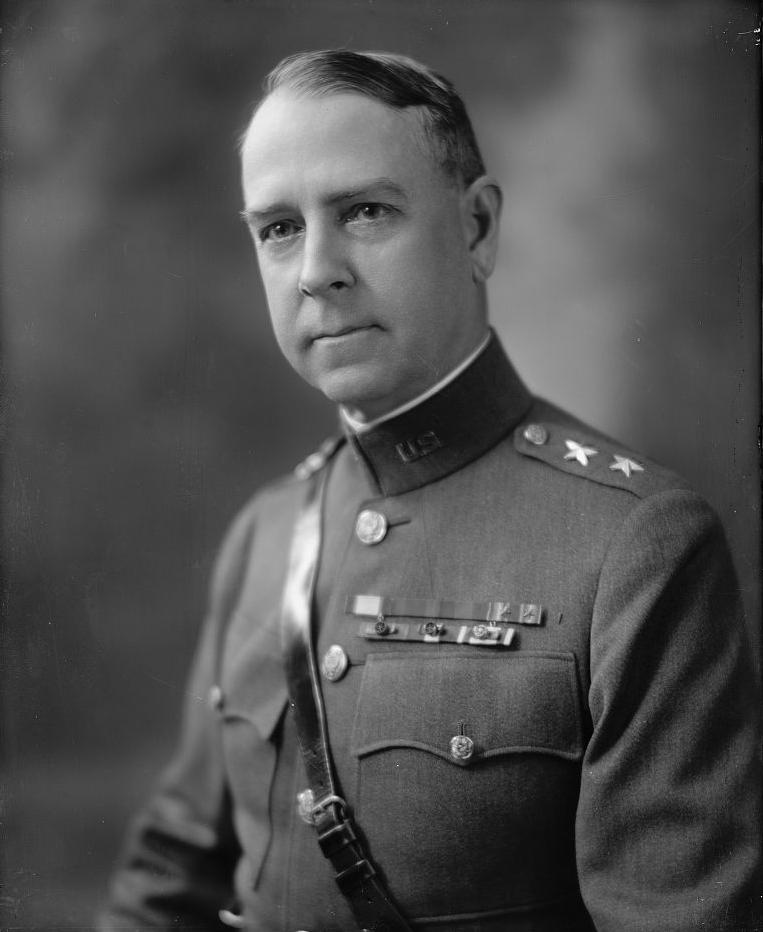
Johnson Hagood

Johnson Hagood (* 16. Juni 1873 in Orangeburg, Orangeburg County, South Carolina; † 22. Dezember 1948 in Chicago, Illinois) war ein Generalmajor der United States Army. Er kommandierte unter anderem die 3. Armee.
Johnson Hagood entstammte einer prominenten Pflanzerdynastie in South Carolina. Seine Eltern waren Leeland Hagood (1846–1890) und dessen Frau Rose Kathleen Tobin Hagood Lester (1851–1914). Der Vater war trotz seiner Jugend während des amerikanischen Bürgerkriegs Soldat im Heer der Konföderation. Dessen älterer Bruder war der gleichnamige Johnson Hagood (1829–1898), der es im Bürgerkrieg bis zum Brigadegeneral der Konföderation brachte und von 1880 bis 1882 Gouverneur von South Carolina war.
Der jüngere Johnson Hagood besuchte die öffentlichen Schulen seiner Heimat. In den Jahren von 1892 bis 1896 durchlief er die United States Military Academy in West Point. Nach seiner Graduation wurde er als Leutnant der Artillerie zugeteilt. In der Armee durchlief er anschließend alle Offiziersränge bis zum Zweisterne-General. In seinen jüngeren Jahren absolvierte er den für Offiziere in den niederen Rangstufen üblichen Dienst in verschiedenen Einheiten und Standorten. Er war zwischenzeitlich auch als Dozent an der Militärakademie in West Point tätig (1901–1904). Zudem diente er mehrfach als Stabsoffizier, darunter auch in Washington, D.C. In den Jahren von 1913 bis 1915 war er auf den Philippinen stationiert.
Im Juli 1917 war Hagood während des Ersten Weltkriegs Regimentskommandeur bei der Küstenartillerie. Er gehörte dann den American Expeditionary Forces an und landete im September 1917 in Frankreich. Im weiteren Kriegsverlauf bekleidete er einige Kommandos und einige Positionen als Stabsoffizier. Am Ende war er Kommandeur einer Brigade. Hagood war auch an der Maas-Argonnen-Offensive beteiligt. Auch nach dem Waffenstillstand vom November 1918 blieb Hagood in Europa. Er übernahm für einige Monate das Kommando über die Artillerie der 3. Armee und gehörte bis Mai 1919 den Besatzungstruppen in Deutschland an.
In den 1920er Jahren kommandierte Johnson Hagood hauptsächlich verschiedene Corps Areas (Einheiten, die es in dieser Form heute nicht mehr gibt). Zwischen April 1927 und Juni 1929 kommandierte er die Philippine Division. Am 4. Oktober 1933 übernahm Hagood von Edwin B. Winans das Kommando über die 3. Armee. Diese Armee war im August 1932 reaktiviert worden. Allerdings war sie bis zum Beginn des Zweiten Weltkriegs nicht für Kampfhandlungen einsatzbereit. Sie bestand eher formal und war hauptsächlich mit Ausbildungsaufgaben betraut. Parallel zu diesem Kommando befehligte Hagood noch die 8th Corps Area.
Anfang 1936 geriet Hagood in politische Differenzen mit der Bundesregierung unter Präsidenten Franklin D. Roosevelt. Er kritisierte öffentlich dessen Politik des New Deals. Daraufhin wurde er am 27. Februar seiner Kommandos enthoben und beurlaubt. Er sollte im Mai seinen Militärdienst als Kommandeur des Fifth Corps Area, Corps wieder aufnehmen. Nach einem Tag in seinem neuen Kommando bat er um seine sofortige Versetzung in den Ruhestand, die ihm bewilligt wurde. Seine militärische Laufbahn endete offiziell am 31. Mai 1936.
Johnson Hagwood verbrachte seinen Lebensabend in Charleston in South Carolina. Der mit Jean Gordon Small (1879–1967) verheiratete Offizier verstarb am 22. Dezember 1948 in Chicago. Er wurde auf dem Magnolia Cemetery in Charleston beigesetzt.

## Orden und Auszeichnungen
Johnson Hagood erhielt im Lauf seiner militärischen Laufbahn unter anderem folgende Auszeichnungen:
- Army Distinguished Service Medal
- Spanish Campaign Medal
- Philippine Campaign Medal
- World War I Victory Medal
- Orden der Ehrenlegion (Frankreich)
- Orden der Krone von Italien (Italien)
- Orden des Heiligen Schatzes (Japan)